# Фрибайрн-Смит, Иэн
Иэн Фрибайрн-Смит (англ. Ian Freebairn-Smith; род. 4 марта 1932, Сиэтл, Вашингтон) — американский композитор, аранжировщик и дирижёр. Лауреат премии «Грэмми» (1978).

## Биография
Иэн Фрибайрн-Смит родился в Сиэтле, штат Вашингтон. Он начал изучать композицию в средней школе. Затем он посещал Музыкальную консерваторию Лос-Анджелеса, Пенсильванский университет и Калифорнийский университет в Лос-Анджелесе. Позже он учился озвучиванию фильмов у Лейта Стивенса.

## Карьера
Фрибайрн-Смит начинал карьеру как вокалист группы The California Dreamers и The Singers Incorporated, затем занимался аранжировкой хора, оркестровой аранжировкой и сочинением для кинофильмов. Он сыграл важную роль в написании партитур для фильмов «Маппет» и «Рождается звезда». Он также написал партитуру к фильму под названием «Конец» с Бертом Рейнольдсом в главной роли.
В 1977 году он получил премию «Грэмми» за лучшую аранжировку для аккомпанемента вокалисту за песню «Evergreen» в исполнении Барбры Стрейзанд. Он аранжировал и дирижировал для The Hi-Lo's, The Four Freshmen, Лайзы Миннелли, Фредерики фон Штаде, Энди Уильямса, Энтони Ньюли, Стивена Бишопа, Гарри Нильссона, Фила Окса, Пола Уильямса, Джеффа Бека и других. В апреле 2018 года Фрибайрн-Смит провел мастер-класс в колледже Ла-Вэлли.

## Личная жизнь
По состоянию на 2018 год он был женат на Шери Зипперт, у них есть дочь Ванесса. У него также есть три дочери от первого брака, две из которых, Элисон и Дженнифер, являются певицами и авторами песен.